# Kazon
De Kazon, zijn een fictief volk uit de televisieserie Star Trek: Voyager.

## Geschiedenis
Fysiek behoren de Kazon tot de humanoïden en leven in het Deltakwadrant.
In vroegere tijden behoorde de Kazon tot de meest ontwikkelde culturele en technologische volkeren. Hier kwam echter een einde aan doordat de Trabe de Kazon tegen elkaar opzetten. Hierdoor kregen de Trabe controle over de Kazon en konden zo tot slaven gemaakt worden.
Aan deze slavernij kwam een einde in 2346, nadat Jal Sankur de Kazon wist te verenigen in een opstand tegen de Trabe. De opstand slaagde en de Kazon vertrokken met de technologie en de schepen van de Trabe zodat ze weer een reizend volk werden. De Kazon veroordeelden de Trabe tot een Nomadische leefwijze aangezien ze hen geen rust gaven om zich op een planeet te vestigen.

## Fracties
De Kazon zijn verdeeld in sterk rivaliserende fracties die meestal elkaar concurreren.
In het jaartal 2372 waren er 18 fracties waarvan de grootste waren:
- Halik
- Hobii
- Mostral
- Nistrim
- Ogla
- Oglamar
- Pommar
- Relora
- Sari (Voyager komt deze fractie nooit tegen)

Alle fracties van de Kazon worden samen het Kazon Collectief genoemd. Alhoewel het meer een collectie is van deels onafhankelijke groepen zonder één leider of overheid.

## Hiërarchie
De mannen binnen de Kazon worden opgevoed tot krijgers en de vrouwen leven het bestaan van een tweederangs burger. Naar de vrouwen wordt zelden geluisterd en eisen worden zeker niet ingewilligd.
Elke fractie heeft een First Maje en de Kazon binnen elke fractie worden geleid door een Maje.

## Trivia
- De Borg maakte kennis met de Kazon kolonie in de Grand sector, Grid 6920. De Borg zag de Kazon als niet waardig voor assimilatie, omdat hun biologische en technologische distinctie niet bijzonder was en daarmee niet bij zou dragen aan hun zoektocht naar perfectie.
- De Borg-aanduiding is: soort 329.